# Аникин, Евгений Германович
Евге́ний Ге́рманович Ани́кин (13 марта 1958, Горьковская область — 20 марта 2023) — советский легкоатлет, специалист по прыжкам в длину и тройным прыжкам. Выступал за сборную СССР по лёгкой атлетике в конце 1970-х — начале 1980-х годов, победитель Мемориала братьев Знаменских, участник летних Олимпийских игр в Москве. Мастер спорта СССР международного класса. Преподаватель НГТУ им. Р. Е. Алексеева и НГСХА.

## Биография
Евгений Аникин родился 13 марта 1958 года в Лукино, Горьковская область.
Заниматься лёгкой атлетикой начал в во время учёбы в четвёртом классе школы в 1970 году, первое время проходил подготовку под руководством Александра Павловича Кузнецова, затем был подопечным приехавшего в Горький белорусского тренера Михаила Петровича Шимоволоса. Пробовал себя в многоборьях, но в конечном счёте стал специализироваться на прыжковых дисциплинах, в частности на тройных прыжках и прыжках в длину.
Становился победителем и рекордсменом юношеских областных соревнований, побеждал на первенстве Поволжья и на Спартакиаде школьников.
Впервые заявил о себе на всесоюзном уровне в 1975 году, когда выступил на соревнованиях в Ташкенте, где прыгнул в длину на 7,78 метра.
Наивысшего успеха в своей спортивной карьере добился в сезоне 1980 года, когда с результатом 17,07 метра одержал победу в тройном прыжке на Мемориале братьев Знаменских в Москве. Благодаря этой победе удостоился права защищать честь страны на летних Олимпийских играх в Москве — в финале тройного прыжка показал результат 16,12 метра, расположившись в итоговом протоколе соревнований на девятой строке.
Будучи студентом, в 1981 году представлял Советский Союз на Универсиаде в Бухаресте, где в прыжках длину занял итоговое пятое место, установив свой личный рекорд в данной дисциплине — 8,00.
В апреле 1986 года с личным рекордом 17,22 победил в тройном прыжке на первенстве РСФСР в Сочи и на этом завершил спортивную карьеру.
За выдающиеся спортивные достижения удостоен почётного звания «Мастер спорта СССР международного класса».
Впоследствии в течение 17 лет работал преподавателем в Горьковском политехническом институте, тренировал местную сборную по лёгкой атлетике. Позже — старший преподаватель на кафедре физической культуры и спорта Нижегородской государственной сельскохозяйственной академии.